# Seekarte

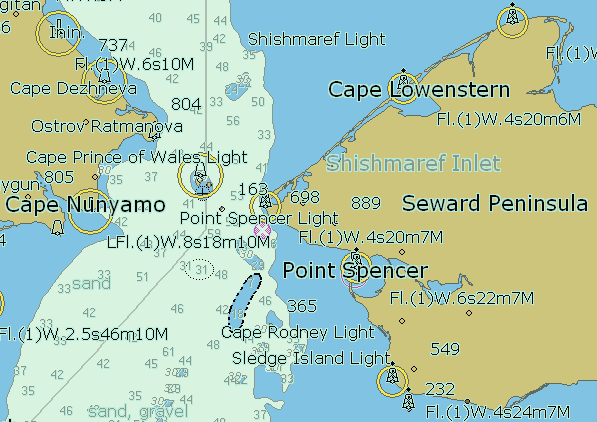
Ausschnitt einer elektronischen Seekarte der Beringstraße

Eine Seekarte ist eine Karte, die die Gebiete für die Schifffahrt die Seewege und Küsten, Untiefen, Seezeichen, Fahrrinnen etc. eines bestimmten Seegebietes (z. B. Nordsee) darstellt.
Die Maßstäbe von Seekarten reichen von etwa 1:25.000 bis 1:100.000 (für großmaßstäbige Küstenkarten) bis 1:10 Millionen (kleinmaßstäbige Ozeankarten), die auch Übersegler genannt werden.

## Karteninhalt

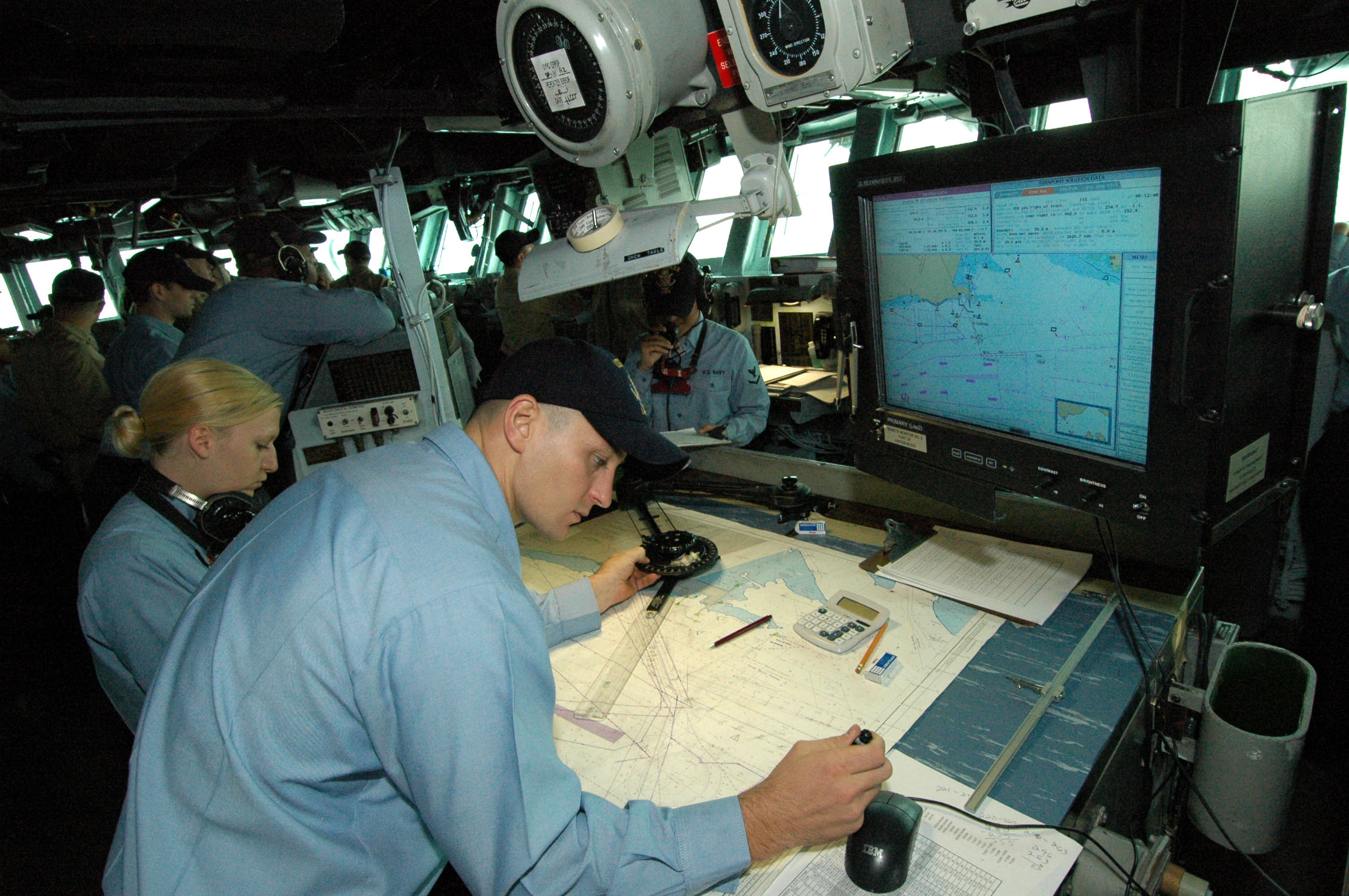
Parallele Benutzung einer papierenen und einer elektronischen Seekarte auf dem Kriegsschiff Boxer (2006)

Eine großmaßstäbige Seekarte enthält neben der Angabe des Maßstabes und des Herausgabejahres mit dem Stand der Berichtigung u. a.
- die Küstenlinie,
- Tiefenlinien (üblich sind 0 m, 2 m, 5 m, 10 m, 20 m und 50 m) und Einzeltiefen bezogen auf das Seekartennull,
- die Seezeichen als genormte Symbole,
- bei Leuchtfeuern Angaben, in welchen Sektoren das Leuchtfeuer in welchen Farben und mit welchen Kennungen leuchtet,
- Wracks und andere Unterwasserhindernisse wie z. B. große Steine, Pipelines oder Seekabel,
- Angaben über gefährliche Wasserfahrzeuge wie z. B. HSC (Hochgeschwindigkeitswasserfahrzeuge),
- Warnungen über unzuverlässige Tiefenangaben, Anomalien im Erdmagnetfeld, gefährliche Strömungen usw.,
- Verkehrstrennungsgebiete und Wasserstraßen,
- militärische und andere Sperrgebiete,
- die wichtigsten Ortschaften, Verkehrswege und Höhen nahe der Küste,
- ein Gradnetz aus Längen- und Breitengraden,
- die magnetische Deklination (Missweisung, Differenz zwischen geographisch Nord und magnetisch Nord) sowie deren jährliche Änderung.

Landgebiete (üblicherweise Gebiete über dem Mittleren Hochwasser) werden mit einem gelblichen Flächenton dargestellt, der Flachwasserbereich in verschiedenen Blautönen, trockenfallende Gebiete (Flächen mit einer Höhe zwischen Seekartennull und MHW) z. B. Watt grün eingefärbt. Die Tiefwassergebiete haben einen weißen Hintergrund.
Seezeichen, Symbole, Abkürzungen und Begriffe in Seekarten sind in der sogenannten Karte 1 (INT 1) aufgeführt.

## Kartenprojektion
Eine Seekarte ist meist eine Mercator-Karte, somit eine winkeltreue Projektion der Erdoberfläche auf einen Kreiszylinder. Bei dieser Projektion sind arktische und antarktische Gebiete stark vergrößert dargestellt; die Längen- und Breitengrade erscheinen als gerade Linien und schneiden sich rechtwinklig. Eine Breitenminute entspricht 1 Seemeile (ca. 1,852 km).

## Amtliche Seekarten
Die amtlichen Seekarten werden in Deutschland vom Bundesamt für Seeschifffahrt und Hydrographie (BSH) herausgegeben. Früher geschah dies durch das Deutsche Hydrographische Institut (DHI) bzw. den Seehydrographischen Dienst der DDR (SHD). Das deutsche Seekartenwerk ist seit 2014 hauptsächlich auf die deutschen Gewässer begrenzt. Außerdem gibt es je eine kleinmaßstäbige Karte von Nord- und Ostsee sowie einzelne Karten der Antarktis.

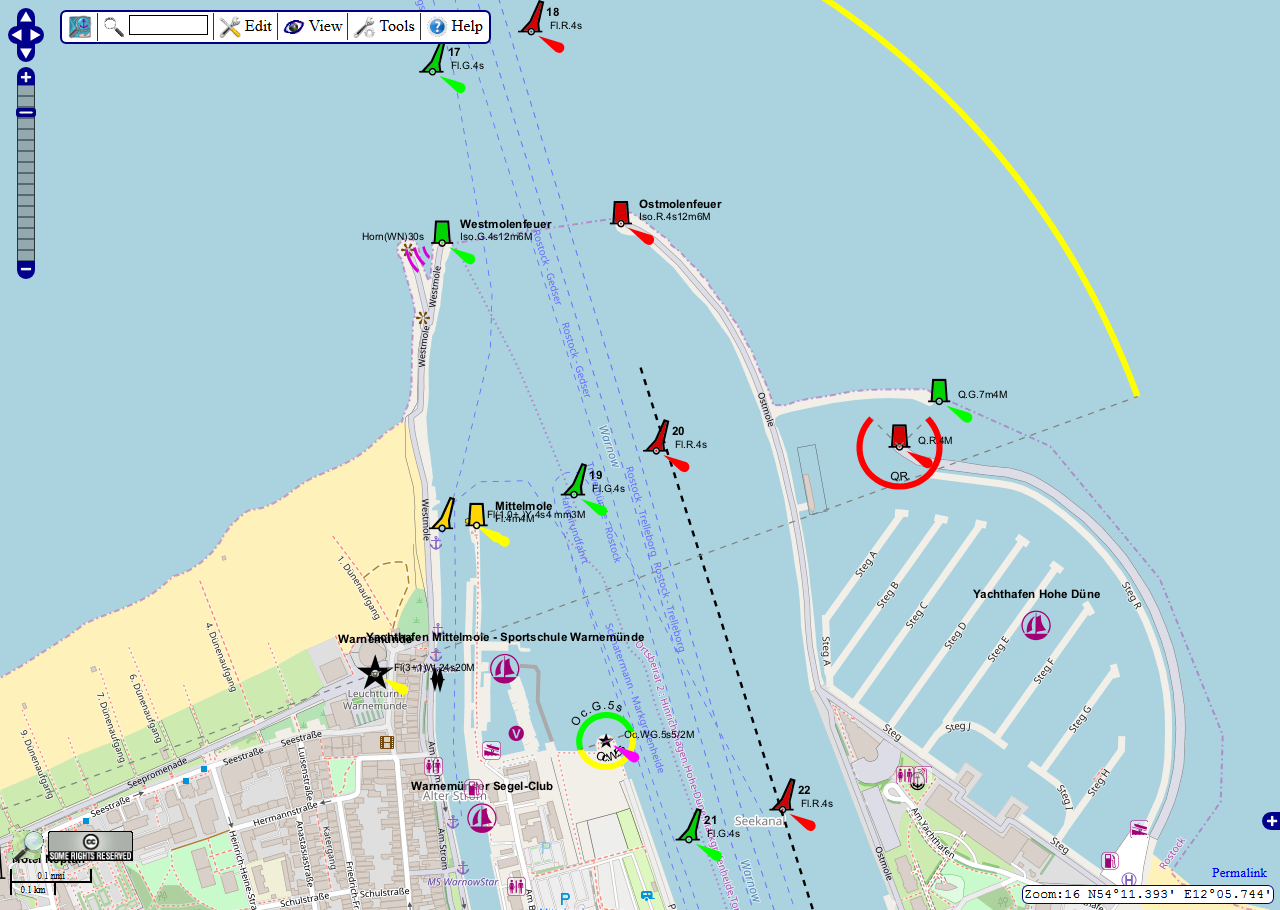
OpenSeaMap.org

## Freie Seekarte
Im Rahmen von OpenStreetMap haben sich in den letzten Jahren verschiedene freie Seekartenprojekte wie OpenSeaMap oder FreieTonne entwickelt. Hier kann jeder seine Kenntnisse über Seereviere, Häfen und Marinas als geografische Karteninformation und als Textdaten im Sinne eines Hafenhandbuches beisteuern. Basierend auf der technischen Infrastruktur von OpenStreetMap werden Daten zu den Weltmeeren und Binnenwasserstraßen (Leuchtfeuer, Fahrwassertonnen, Hafeninformationen und viele weitere nautische Geo-Informationen) erfasst und dargestellt. Es existieren erste Ansätze, die Daten auf Laptop-Computern und GPS-Geräten zu visualisieren. Jedoch ist zu beachten, dass sich diese Formen von Seekarten nicht für die Navigation eignen, da weder Aktualität noch Richtigkeit garantiert werden können.
OpenSeaMap bietet eine weltweite Seekarte als App für iPad, iPhone und iPod, sowie eine Vektorkarte für ganz Europa für Garmin-Schiffsplotter.

## Nutzung einer Papierkarte

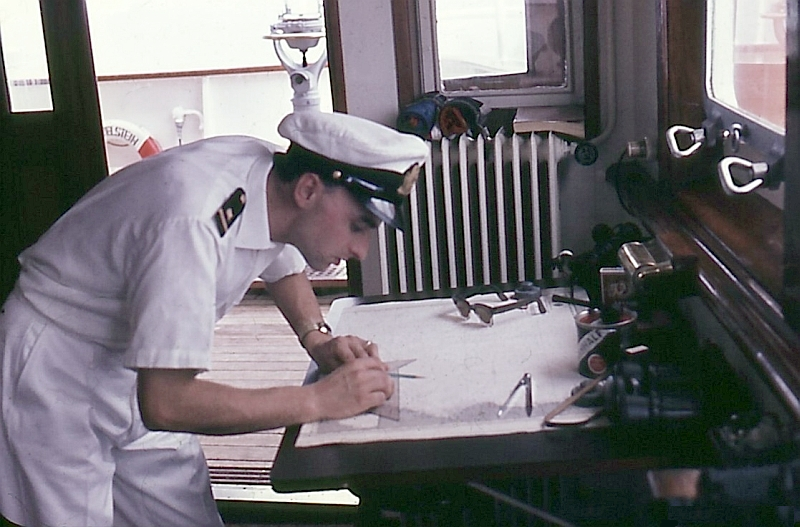
Nach der Peilung am Peilkompass – siehe BB-Brückennock – wird der Standort in die Seekarte eingetragen – NDL (1963)

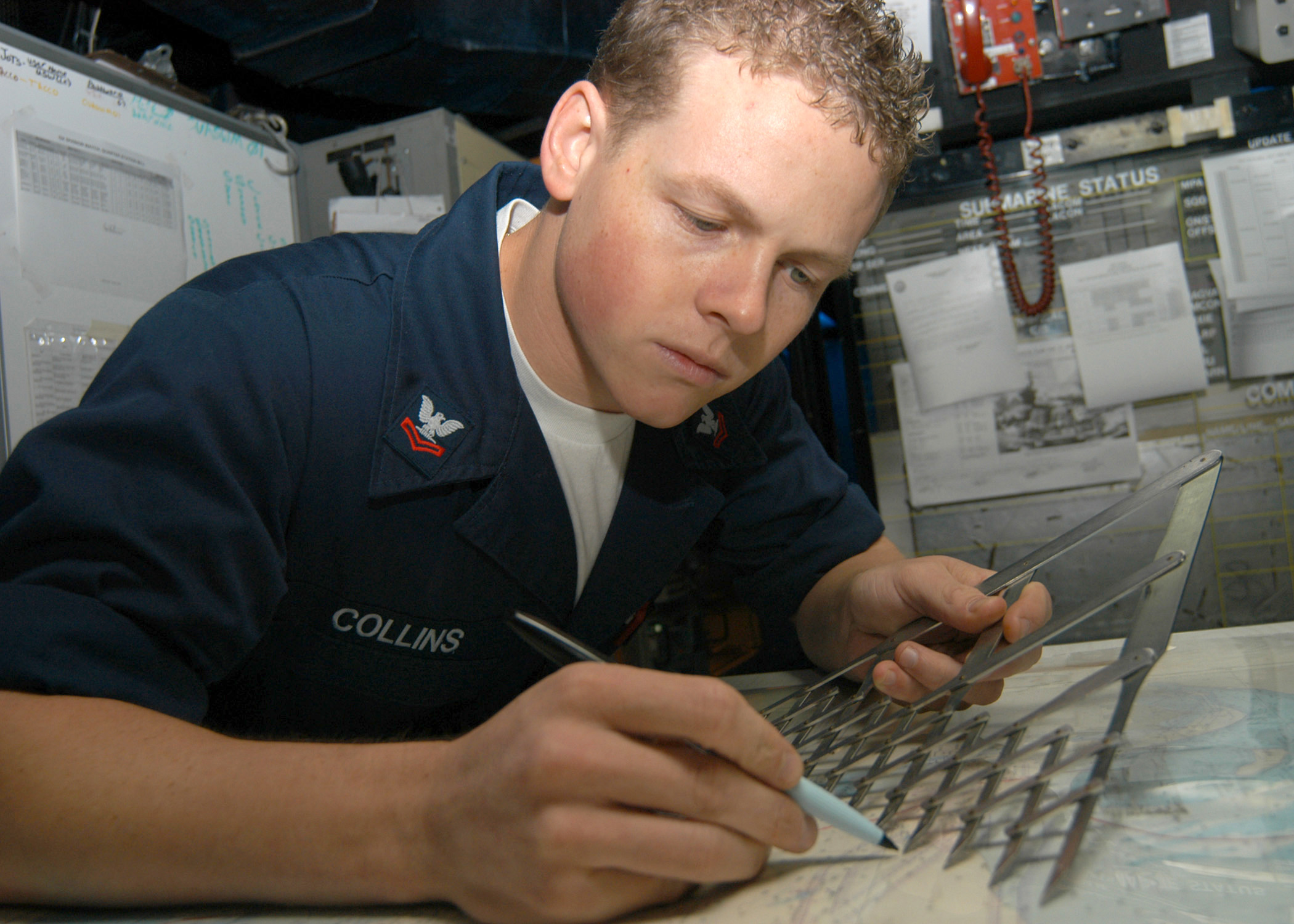
Einsatz einer Seekarte und eines Streckenteilers bei der Navigation des Flugzeugträgers USS John F. Kennedy (2004)

Der Gebrauch einer gedruckten Seekarte erfordert bei der Schifffahrt ein Kartenbesteck, also Stechzirkel, Kursdreiecke und Bleistift. Es werden nach verschiedenen Verfahren Positionen in der Seekarte geometrisch konstruiert, indem man zwei, besser drei Linien zum Schnitt bringt. Auch drei Linien sollten sich theoretisch alle im gleichen Punkt schneiden, bilden stattdessen jedoch oft ein kleines Fehlerdreieck, dessen Mitte als Standort zum Zeitpunkt der Standortermittlung angenommen werden kann. Optisch ermittelte Positionen werden mit einem kleinen Kreis umgeben und per Funknavigation ermittelte mit einem kleinen Dreieck. Die Positionen werden mit der jeweiligen Uhrzeit beschriftet durch die Kurslinie verbunden.
Nach DIN 13312 Navigation; Begriffe, Abkürzungen, Formelzeichen, graphische Symbole wird bei einem mit einem Ortsbestimmungsverfahren ermittelten Fahrzeugstandort die Kreuzung der Standlinien – oder der Längen- und Breiten-Linie – mit einem Kreis umgeben; Standlinien der letzten Beobachtung haben an ihren Enden je eine Pfeilspitze; Funkstandlinien haben nur eine vom Sender weg weisende Pfeilspitze, die ähnlich einem Hochspannungspfeil gezackt ist. Die Standlinien-Kreuzungen von Koppelorten werden nicht umkreist. Versegelte Standlinien haben doppelte Pfeile an jedem Ende.
In den letzten Jahren werden Seekarten zunehmend auch außerhalb der Schifffahrt genutzt. Sie werden z. B. auch bei der Verwaltung der immer bedeutender werdenden Meeresnutzung (Energie- und Rohstoffgewinnung) verwendet. In den europäischen Ausschließlichen Wirtschaftszonen wird zurzeit gerade die Nutzung der Offshore-Windenergie ausgebaut, für deren Planung und Sicherstellung von Sicherheits- und Rettungsmaßnahmen ebenfalls Seekarten genutzt werden.
Seekarten werden meist plano verkauft, da gefaltete Karten ungenau werden. Sie werden auch nur plan in Schubladen oder gerollt gelagert.

## Digitale Seekarten
Ein großer Nachteil der traditionellen Papierkarten bei der Schifffahrt ist die aufwändige Aktualisierung der Karten durch den Schiffsnavigator. Er muss die nautisch wichtigsten Änderungen, die vom Herausgeber der Karten regelmäßig (meist einmal pro Woche) in den Nachrichten für Seefahrer publiziert werden, von Hand in die Karten eintragen. Bei den elektronischen Systemen wird diese ungeliebte und zeitraubende Arbeit durch Updates der Kartendaten erledigt.
Gedruckte Seekarten auf Papier werden daher auf den Schiffen zunehmend durch elektronische Seekarten (Electronic Navigational Chart, ENC), die über ECDIS genutzt werden, ergänzt oder sogar ersetzt. Der Verzicht auf Papierkarten ist jedoch an sehr strenge Sicherheitsauflagen gebunden, da Papierkarten auch bei einem Komplettausfall aller Systeme des Schiffes noch voll einsatzfähig sind und somit eine wichtige Backup-Funktion haben.
Mitte 2005 wurde als erstes Fahrzeug das U-Boot Oklahoma City im Rahmen des Smart Ship Project für die ausschließliche Verwendung von digitalen Seekarten zertifiziert.
Die hydrographischen Dienste stellen für ihr jeweiliges Gebiet die ENC nach einheitlichen internationalen Standards her, der Vertrieb erfolgt bei diesen Kartendaten im Vektorformat zur Nutzung über ECDIS ausschließlich über internationale Datenzentren.
Digitale Seekartendaten im Rasterformat werden von allen wichtigen Seekartenverlagen kommerziell vertrieben, sind teilweise aber auch kostenlos verfügbar (z. B. für die USA bei der NOAA).
Die wichtigsten Hersteller von digitalen Seekarten für Sportboote sind Navionics, C-Map, Garmin und Navkom.